# Quận XIII, Budapest
Quận XIII, Budapest là một quận thuộc hạt főváros, Hungary. Quận này có diện tích 13,44 km², dân số năm 2010 là 115360 người, mật độ 8583 người/km².